# Body Language (álbum)
Body Language é o nono álbum de estúdio da cantora australiana Kylie Minogue. A gravadora EMI Music Japan o lançou primeiramente no Japão em 10 de novembro de 2003, com seu lançamento mundial sendo realizado posteriormente através da Parlophone Records. Na sequência do enorme sucesso comercial de seu oitavo álbum de estúdio Fever (2001), Minogue recorreu a um grupo diversificado de compositores e produtores para ajudar na criação de um novo disco, incluindo Cathy Dennis, Dan Carey, Emiliana Torrini, Johnny Douglas, Kurtis Mantronik, entre outros. Influenciada pela música década de 1980 e em artistas como Prince e Scritti Politti, Body Language difere-se musicalmente de trabalhos anteriores da cantora, que consistiam principalmente em faixas de dance-pop e disco, e em vez disso explora gêneros como synth-pop, electroclash, bem como o R&B e hip hop. Liricamente, o álbum aborda temas como diversão, flerte e sexo.
Três singles foram lançados a fim de promover Body Language. "Slow" foi lançado como o primeiro em novembro de 2003 e foi um sucesso comercial, atingindo a primeira posição nas paradas de singles da Austrália, Dinamarca, Espanha e Reino Unido. "Red Blooded Woman" foi lançado como o segundo single em março de 2004 e alcançou o top cinco na Austrália e no Reino Unido. "Chocolate" foi lançado como a terceira e última música de trabalho em junho de 2004, tornando-se uma das dez mais vendidas no Reino Unido. Também como forma de promoção para o disco, Minogue realizou um concerto intitulado Money Can't Buy no local de entretenimento Hammersmith Apollo, localizado em Londres, em 15 de novembro de 2003. A audiência foi formada apenas por pessoas que haviam ganho convites para assistir o show, uma vez que não foram disponibilizados ingressos para venda.
Após seu lançamento, Body Language recebeu geralmente críticas mistas dos críticos de música, muitos dos quais elogiaram Minogue por experimentar novos gêneros e a produção do álbum como um todo. Alguns críticos, no entanto, opinaram que no trabalho faltava material cativante, em comparação aos álbuns anteriores da cantora. Comercialmente, Body Language teve um bom desempenho, embora não tenha sido tão bem sucedido como Fever. Ele alcançou a segunda posição na parada de álbuns da Austrália e foi certificado platina dupla pela Australian Recording Industry Association (ARIA). No Reino Unido, Body Language chegou à sexta posição e foi disco de platina pela British Phonographic Industry (BPI). Em outros lugares, o álbum recebeu certificados na Áustria e Suíça. Body Language tornou-se notável por demonstrar outra mudança na imagem de Minogue, e é citado como um exemplo de suas numerosas "reinvenções".

## Antecedentes e desenvolvimento
"Me interessei pela música pop em '81, eu diria. Era tudo sobre Prince, Adam [and] the Ants, todo o período dos Novos Romanânticos. Antes disso, era sobre Jackson 5 e Donna Summer, e os discos do meu pai – os [Rolling] Stones e Beatles. A influência que usamos em Body Language era mais para meados dos anos 80, especificamente Scritti Politti".

—Minogue explicando como a música da década de 1980 a influenciou.
Em 2001, Minogue lançou seu oitavo álbum de estúdio, Fever. Influenciado pela música disco, europop e dance-pop, tornou-se um sucesso comercial internacional, estreando na primeira posição na Austrália, país natal de Minogue, bem como no Reino Unido. Foi o primeiro álbum de Minogue a ser lançado nos Estados Unidos desde seu segundo álbum de estúdio Enjoy Yourself (1989), e tornou-se seu maior sucesso comercial na região ao alcançar a terceira posição na tabela musical Billboard 200. Com vendas mundiais excedendo seis milhões de cópias, Fever tornou-se o trabalho mais vendido de Minogue até à data. O sucesso do disco, especialmente nos Estados Unidos, foi creditado ao impacto comercial do primeiro single do álbum "Can't Get You Out of My Head", que alcançou a primeira posição em 40 países, incluindo Austrália e Nova Zelândia, bem como todos os países europeus, com exceção da Finlândia. A canção acabou vendendo mais de cinco milhões de cópias em todo o mundo, e tornou-se o single mais vendido de Minogue até a data e também um dos singles mais vendidos de todos os tempos.
Logo após finalizar os trabalhos de Fever, Minogue começou a trabalhar em seu nono álbum de estúdio Body Language. Com o objetivo de criar um álbum de dance-pop inspirado pela música eletrônica dos anos 1980, Minogue alistou colaboradores como Cathy Dennis, Dan Carey, Emiliana Torrini, Johnny Douglas e Mantronix. Falando ainda sobre Scritti Politti, uma banda pós-punk britânica, Minogue relembrou sua colaboração com seu vocalista Green Gartside, que fornece os vocais na faixa "Someday", dizendo: "Até hoje eu não o conhecia! Eu deixei um mensagem em sua secretária eletrônica, dizendo: 'Oi, é Kylie! Eu só queria dizer muito obrigado! Você parece brilhante!'". "After Dark" foi co-escrita por Dennis, que já havia co-escrito "Can't Get You Out of My Head" para Minogue. Torrini, que co-escreveu "Slow", revelou como ela foi abordada para escrever a música, dizendo: "Foi como se eu tivesse acidentalmente entrado na linha de fogo com 'Ei! Você aí!'. Foi tudo muito surreal. Eu ainda acho que o pessoal de Kylie estava tentando ligar para Jamelia, e eles simplesmente ligaram para o número errado. Seria muito mais engraçado se fosse assim que realmente tivesse acontecido". A gravação de Body Language ocorreu durante o verão de 2003, em locais como Londres, Dublin, e Marbella.

## Composição
Inspirado pela música dos anos 1980, Body Language mostra um afastamento do estilo dance-pop influenciado pela música disco, evidente em seus dois lançamentos anteriores Light Years (2000) e Fever (2001), e em vez disso, explora gêneros como o synth-pop, electroclash, club e R&B. Em comparação com seu trabalho anterior, Body Language foi descrito como um "disco mais lento". Liricamente, a obra toca em temas como diversão, flerte, sexo e "festejar como se fosse 1987 novamente". Em uma entrevista com a VH1, Minogue foi perguntada por qual razão as letras do álbum eram mais pessoais do que as apresentadas em seus discos anteriores, ao que ela respondeu dizendo: "Eu escrevi letras que eram intensamente pessoais para mim em um álbum há alguns anos atrás" no álbum Impossible Princess (1997), e complementou dizendo que "talvez as pessoas me conheçam melhor agora, e portanto, se um compositor me oferece uma música, eles a adaptam [para se encaixar a mim]. Recebo a letra de uma canção e a interpreto do meu jeito".

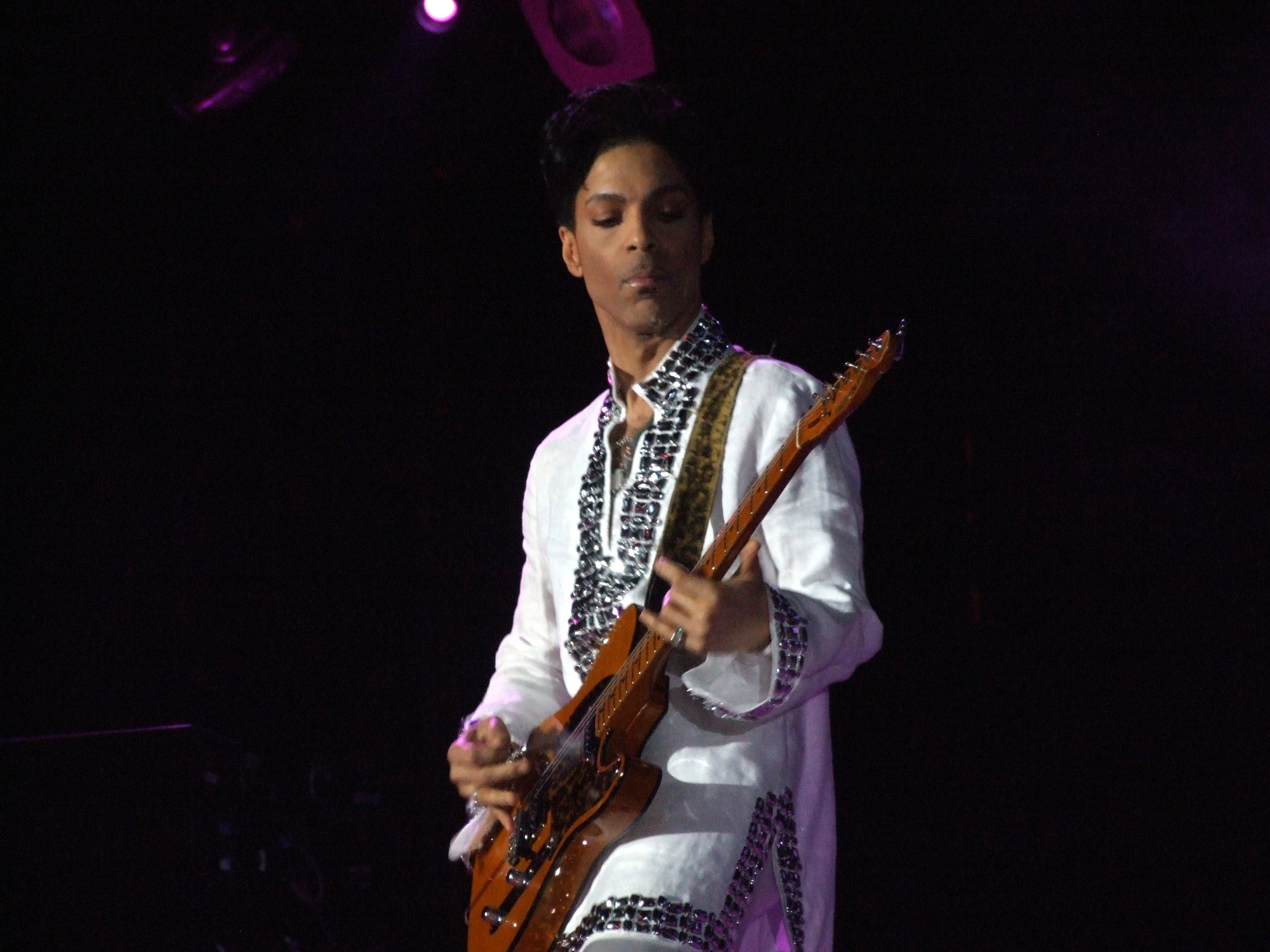
O trabalho de vários artistas da década de 1980, como o do cantor e compositor Prince (foto), influenciou o desenvolvimento de Body Language.

Body Language começa com a canção "Slow", uma faixa "minimalista" e simples, que serve como um exemplo primário da produção do estilo synth-pop do álbum. Adicionalmente, contém elementos de música electroclash e club. Na letra da música, Minogue incentiva um homem, o qual ela conhece em um clube, a "desacelerar" e dançar com ela. "Still Standing", a segunda faixa, traz influências de nu-disco, e também de música club, sendo comparada a trabalhos de Prince e Peter Gabriel. Minogue canta a música em tom de gorjeio, contendo linhas como: "Ainda estou de pé/Mantendo você dançar...Adivinha quem está de volta ao topo?". "Secret (Take You Home)", a canção seguinte, apresenta uma seção de rap feita por Minogue, com um estilo musical comparado ao de Goldfrapp e efeitos sonoros de "visão do futuro dos anos 1980". Em seu refrão, ela refere-se diretamente à canção de 1984 da banda de urban contemporary Lisa Lisa and Cult Jam, "I Wonder If I Take You Home", enquanto a frase da canção em que Minogue canta "mas não confunda emoções com o princípio do prazer" também se refere a canção de 1987 da artista americana Janet Jackson, "The Pleasure Principle". A letra da canção ainda contém várias metáforas que comparam paquera e sexo com corridas de carros.
A quarta faixa, "Promises", faz uso de "zumbidos, linhas de baixo sintéticas que carregam as batidas", enquanto a próxima canção, "Sweet Music", traz elementos de funk, enquanto Minogue canta: "E nós podemos enlouquecer assim, sentir assim, mexer assim, abaixar assim... Estou procurando por aquela nova sensação!". A letra da canção também faz uso de duplo sentido em algumas partes. "Red Blooded Woman", a sexta música, "combina o som da década de 1980 com uma batida quase de garage", e contém um gancho com Minogue cantando "Boy! Boy!" e uma ponte com ela cantarolando um "la la la". A letra da faixa contém uma referência à canção de 1985 da banda britânica Dead or Alive, "You Spin Me Round (Like a Record)", na parte em que artista canta "você me faz girar, girar, girar, girar como um disco". Alguns críticos também sentiram que sua produção era semelhante ao do produtor americano de R&B Timbaland. A faixa seguinte, "Chocolate", tem influências de disco, quiet storm e funk, e traz Minogue cantando em um tom ofegante, com a letra da música comparando "vício em amar" a chocolate.
"Obsession", a oitava música, traz a artista cantando com vocais roucos, e liricamente lida com o fim de um relacionamento, com ela cantando linhas como "Você não precisa de amor … Você quer alguém / Como uma posse pessoal". A próxima faixa, "I Feel for You", tem o mesmo título da canção de 1979 de Prince e Chaka Khan, embora não seja uma regravação da mesma; ela faz referência direta à era disco com seus "riffs de guitarra silenciosos e teclados vibrantes". "Someday", a décima canção, "evoca os vocais ofegantes e desamparados" da banda Mono e a "melancolia diáfana" do álbum de 1994 da cantora Madonna, Bedtime Stories. A faixa ainda apresenta vocais de Green Gartside, membro da banda de new wave dos anos 1980 Scritti Politti. "Loving Days", décima primeira música do disco, é uma balada que foi descrita como um descarte do álbum de 1992 de Madonna, Erotica; ela também contém um "esplendor orquestral" dos Pet Shop Boys, bem como "explosões aleatórias" de funk em sua composição. Por fim, a última canção do álbum, "After Dark", foi vista como uma música "comovente", contendo elementos de música funk.

## Lançamento e divulgação

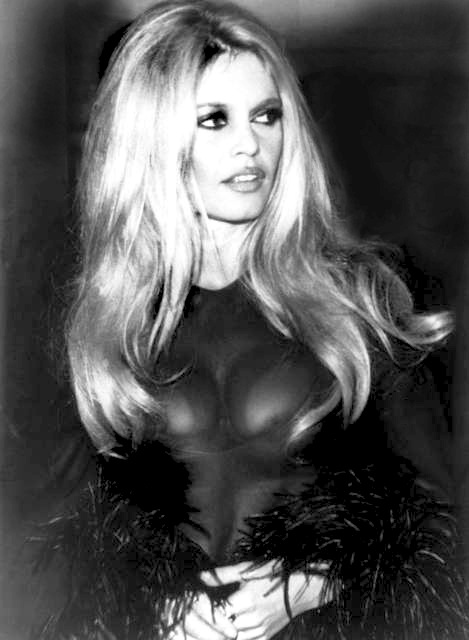
A atriz dos anos 1960 Brigitte Bardot (foto) foi a inspiração para as imagens promocionais do álbum.

Body Language foi liberado primeiramente no Japão em 10 de novembro de 2003 pela gravadora EMI Music Japan, sendo lançado quatro dias depois na Austrália, e em 17 de novembro no Reino Unido. Nos Estados Unidos, o disco foi lançado apenas no ano seguinte, em 10 de fevereiro de 2004. Na capa do álbum, bem como em outras fotos promocionais, Minogue é mostrada vestindo um top listrado preto e branco, que revela seu umbigo, e calças de corte baixo. Seu visual foi inspirado pelo da atriz e cantora francesa Brigitte Bardot, a quem a cantora considerou "magnífica", bem como "um verdadeiro ídolo sexual e uma das grandes meninas das revistas". Minogue descreveu as fotos promocionais como "a combinação perfeita de coquette, kitten e rock 'n' roll", e revelou que por terem sido realizadas em locações no sul da França, houve uma facilidade em canalizar o espírito de Bardot. "Ela é uma grande referência icônica, particularmente naquele período em que ela estava trabalhando com Serge Gainsbourg", ela completou.
O álbum recebeu seu título a partir da canção "Slow", cuja letra contém a frase "Leia a minha linguagem corporal". De acordo com o jornal El País, o nome "resume a personalidade de sua criadora"; a respeito do título, a artista também comentou que Body Language era "apenas um termo legal e – claro – usar meu corpo é a parte principal do meu trabalho e do meu sucesso. Eu me comunico com meu público através da forma como me apresento no palco". Apesar de não querer dar tanta ênfase à sua sensualidade nesse lançamento em relação aos seus álbuns anteriores, Minogue comentou que "não tive certeza por muito tempo se não seria um gol contra. Por fim, ele chama ainda mais a atenção para esse tema, do qual estou farta"; mesmo assim, ela revelou saber "o quanto minha aparência é importante para minha percepção pública. Mas isso se aplica a todos. Para você ou para o porteiro lá embaixo, assim como para mim".

### Singles
"Slow" foi lançado em 3 de novembro de 2003 como o primeiro single de Body Language. A canção ganhou aclamação da crítica, com a entrega vocal soprosa e sedutora de Minogue recebendo elogios. Comercialmente, o single foi um sucesso. Ele estreou na primeira posição na Austrália e Reino Unido; nesta última região, o single tornou-se o sétimo de Minogue a alcançar o primeiro lugar, e fez dela a artista feminina que ficou por mais semanas na primeira posição com seus singles no Reino Unido. Em outros lugares, alcançou a primeira posição na Dinamarca, Espanha, e na tabela norte-americana Dance Club Songs. Na Austrália, foi certificado platina pela Australian Recording Industry Association (ARIA) pelas remessas de 70.000 unidades. O videoclipe foi dirigido por Baillie Walsh e foi filmado em Barcelona, Espanha, e apresenta Minogue e uma série de modelos realizando uma coreografia sincronizada enquanto se bronzeiam à beira da Piscina Municipal de Montjuïc.
"Red Blooded Woman" foi lançado como o segundo single da obra em 10 de março de 2004. Os críticos elogiaram seu som e conteúdo lírico. A canção teve um bom desempenho comercial, chegando a quarta posição na Austrália, e a quinta no Reino Unido. Um videoclipe para a canção foi dirigido por Jake Nava e gravado em Los Angeles, e apresenta Minogue andando por uma avenida lotada de carros e dançando em vários locais.
"Chocolate" foi lançado como o terceiro e último single de Body Language em 28 de junho de 2004. Ele recebeu críticas mistas dos críticos, com alguns deles elogiando sua natureza sensual. A canção foi um sucesso comercial moderado, atingindo a sexta posição no Reino Unido, tornando-se o 26º single de Minogue a figurar entre os dez primeiros na tabela local, mas por pouco não alcançou o top 10 da Austrália, atingindo o número 14. Dawn Shadforth, que já havia dirigido o vídeo de "Can't Get You Out of My Head", colaborou com o videoclipe da canção, que apresenta Minogue e uma série de dançarinos executando balé, como um tributo aos musicais do Metro-Goldwyn-Mayer.

### Apresentações ao vivo

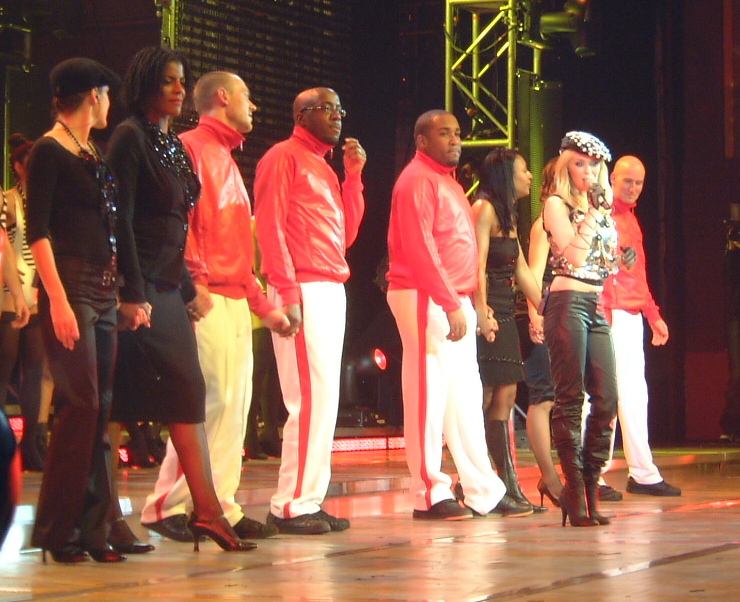
Minogue e sua equipe ao final do concerto

Para promover Body Language, Minogue fez algumas aparições televisionadas cantando algumas faixas do álbum. Ela apresentou "Slow" no MTV Europe Music Awards de 2003, com seus dançarinos segurando bastões fluorescentes ao estilo Star Wars. Posteriormente, ela interpretou "Red Blooded Woman" no NRJ Music Awards, nos programas Good Morning America e Late Night with David Letterman, bem como no Top of the Pops, e nos prêmios Echo. Além disso, a artista deu voz a "Chocolate" por duas ocasiões no Top of the Pops. Ela também apresentou "Slow" no TMF Awards de 2004, com seus dançarinos segurando bastões fluorescentes; de acordo com Seada Nourhussen do diário neerlandês De Volkskrant, Minogue foi recebida com aplausos mornos durante a apresentação. A artista também revelou que pretendia entrar em uma turnê para divulgar o álbum em maio de 2004, mas ela não aconteceu.
Um concerto foi realizado no local de entretenimento Hammersmith Apollo, em Londres, em 15 de novembro de 2003, para marcar o lançamento de Body Language. O show foi intitulado "Money Can't Buy", não tendo bilhetes disponíveis para venda e apenas fãs com convites foram autorizados a entrar no local. O concerto de 75 minutos custou 1 milhão de euros para ser realizado, com a fabricante de displays Barco sendo contratada para fornecer displays de LED para as performances de Minogue. A cantora usou cinco figurinos diferentes durante o show, que foram desenhados por casas de moda como Chanel, Balenciaga, e Helmut Lang. 4.000 convites foram disponibilizados para ter acesso à apresentação, e enquanto a maioria dos lugares foram reservados para convidados, alguns bilhetes foram leiloados em um baile de caridade para a campanha "Full Stop" da National Society for the Prevention of Cruelty to Children (NSPCC).
O show foi dirigido pelo estilista e amigo pessoal de Minogue, William Baker, com arranjo musical e coreografia sendo feitos por Steve Anderson e Michael Rooney, respectivamente. O repertório do concerto foi composto majoritariamente por músicas de Body Language; outras canções dos álbuns Impossible Princess (1997), Light Years (2000), e Fever (2001), completaram o repertório. O concerto foi dividido em quatro atos: Paris By Night, Bardello, Electro, On Yer Bike e um bis. "Still Standing" e "Red Blooded Woman" foram cantadas no primeiro ato, "After Dark" e "Chocolate", no segundo, "Slow" e "Obsession", no terceiro, e "Secret (Take You Home)" no último. A performance foi registrada para lançamento comercial posterior, que foi lançada como Body Language Live em 12 de julho de 2004. O vídeo foi disco de platina e ouro na Austrália, e no Reino Unido, respectivamente.

## Análise da crítica
| Críticas profissionais | Críticas profissionais |
| Pontuações agregadas   | Pontuações agregadas   |
| Fonte                  | Avaliação              |
| ---------------------- | ---------------------- |
| Metacritic             | 62/100                 |
| Avaliações da crítica  |                        |
| Fonte                  | Avaliação              |
| AllMusic               | [ 1 ]                  |
| Blender                | [ 24 ]                 |
| Entertainment Weekly   | B+                     |
| The Guardian           | [ 15 ]                 |
| The Irish Times        | [ 69 ]                 |
| NME                    | 7/10                   |
| Now                    | [ 71 ]                 |
| Rolling Stone          | [ 72 ]                 |
| Slant Magazine         | [ 17 ]                 |
| Stylus Magazine        | B                      |

Body Language recebeu avaliações mistas dos críticos de música. No website Metacritic, o disco recebeu uma pontuação média de 62 de uma escala que vai até 100, com base em 17 avaliações, indicando "avaliações mistas ou positivas". Chris True, da AllMusic, elogiou Minogue por expandir seus "horizontes" e sentiu que o álbum era consistente e funcionava como um todo, chamando-o de "elegante sem ser bajulador, retrô sem ser irônico". Ele favoreceu a produção global do álbum e elogiou Minogue por exibir um "senso de classe", que ele sentia que faltava na obra de outras artistas femininas, como Britney Spears, Christina Aguilera e Madonna; ele concluiu rotulando Body Language como "um álbum pop quase perfeito" e "que pode muito bem ser o melhor álbum da carreira [de Minogue]". Keith Caulfield, da Billboard, também foi positivo em sua revisão e elogiou a cantora pela seleção de uma talentosa equipe criativa, dizendo: "O conjunto sensual e sólido é colado por batidas dançantes e talento da cantora por escolher grandes canções e produtores". A revisão do The Irish Times chamou o álbum de "um sucessor digno do super sucesso de 2001 Fever, uma coleção extremamente dançante de canções electro-pop que estão claramente no encalço aos anos 80", e elogiou a entrega vocal versátil de Minogue.
Ethan Brown, da revista New York, ficou muito impressionado com a faixa de abertura "Slow", e comentou que embora a maioria das músicas no álbum "imitem seu som, nenhuma das outras músicas de Body Language chegam perto da façanha de 'Slow'". Sal Cinquemani, da Slant Magazine, sentiu que Body Language era um álbum melhor que Fever, chamando-o de "menos imediato e mais experimental, entre o alternativo/electro de Impossible Princess de 1997 e o trabalho mais mainstream pós milênio de Minogue", e elogiou-o por ser coeso. Ele também apreciou a vontade da cantora de "tentar algo novo – mesmo que seja dentro dos limites do dance-pop – é o que fez dela uma sensação internacional com 15 anos de carreira". Para a Folha de S. Paulo, Fernanda Mena escreveu que "graças a seus produtores, o álbum tem unidade. Não exige muito da voz de Minogue e, nem por isso, perde em charme e em energia. E consegue nuances retrô sem ser batido". Rob Sheffield, da revista Rolling Stone, favoreceu a natureza sensual do disco, chamando-o de "fantástico" e que "aos trinta e cinco anos, ela está dez vezes mais quente do que era há dez anos – em Body Language, Minogue definitivamente soa que ela tem mais alguns truques guardados no seu disco rígido do que Britney [Spears] ou Christina [Aguilera]". De forma similar, Nick Flanagan, da Now, comentou que apesar de não haver muita originalidade nas melodias vocais no disco, a artista deveria "dar dicas a Britney Spears e qualquer outro artista cuja dança e imagem é mais importante que seu canto, pois ela nunca exagera e pode se safar com uma sedução espalhafatosa que nunca parece obscena, mas ainda sempre resulta em tesão enorme".
Chris Willman, da Entertainment Weekly, sentiu que a exploração de novos gêneros era "ridiculamente agradável", embora ele tenha opinado que o álbum era "sintético" e "só Body (sic) [e] sem alma". Helen Pidd, do The Guardian, favoreceu a mistura de estilos musicais dos anos 1980 no álbum, mas sentiu que nele faltava canções dançantes, dizendo: "O problema é que, como acontece com a maioria das outras faixas – incluindo, mais lamentavelmente, "After Dark" – você seria duramente pressionado para dançar com ela, que poderia muito bem ser a queda de Body Language". John Robinson, do NME, deu a Body Language uma revisão geral positiva e o chamou de "um álbum feito com extremo bom gosto", mas sentiu que ele "não consegue fazer jus ao seu antecessor". Da mesma forma, Adrien Begnard, do PopMatters, sentiu que faltava no disco o material "inegavelmente cativante" que esteve presente em Fever, mas elogiou a produção geral e a primeira metade do álbum; ele concluiu dizendo que "mesmo que Body Language seja um pouco de um passo em falso para Minogue, há um sentido de classe nele" e que "Britney [Spears] poderia aprender uma coisa ou duas". A revisão de Spin sobre o álbum comentou que para Minogue "cai bem os anos 80" e elogiou as músicas com orientação dance na lista de faixas, mas criticou as baladas e assinalou que "[às vezes] os vocais de Minogue são tão processados que mal parecem existir". Por outro lado, Andy Battaglia, de The A.V. Club opinou que as baladas "funcionam" e concluiu que "Body Language mostra Minogue como uma presença surpreendentemente impressionante em jorros, mas ela soa melhor com seu motor de prazer girando a todo vapor".

## Legado
"Se Light Years foi o retorno, e Fever a confirmação, em seguida, Body Language pode ser melhor descrito como um 'grande passo em frente' de Kylie".

—Chris True em sua revisão de Body Language para a AllMusic.
Em 2004, Minogue foi indicada como "Melhor Artista Feminina" na 18ª Annual Australian Recording Industry Association Music Awards e Body Language foi indicado como "Melhor Lançamento Pop". No Brit Awards de 2004, a cantora recebeu a sua terceira indicação consecutiva como "Melhor Artista Feminina Internacional Solo". No 47th Grammy Awards, na cerimônia realizada no ano de 2005, o primeiro single do álbum, "Slow", foi indicado como "Melhor Gravação Dance", e em 2012, Minogue escolheu a canção como sua favorita entre todos os seus lançamentos.
Após seu lançamento, Body Language foi considerado um exemplo das constantes "reinvenções" de Minogue. Durante o período de divulgação do disco, a artista foi muitas vezes referida como "Bardot Kylie", devido ao seu visual inspirado na atriz Brigitte Bardot que ela exibia na capa, enquanto Body Language foi visto como uma evolução da imagem "escorregadia, minimalista e pós-moderna" que ela havia adotado durante o lançamento de Fever. Chris True, da AllMusic, considerou o álbum como "mais uma tentativa bem-sucedida [de Minogue] no sentido de ampliar seu som (com electro e hip-hop, por exemplo) e angariar mais fãs". Mais tarde, em sua revisão do álbum de estúdio posterior de Minogue, X (2007), ele observou: "Em 2004, na época de Body Language, Minogue foi aparentemente inatacável, com três álbuns de sucesso, uma série de singles de sucesso e uma carreira recarregada que apenas alguns anos antes parecia precária na melhor das hipóteses".
Em 2006, Larissa Dubecki, do The Age, comentou que "Kylie derrotou seus primeiros detratores ao habitar quase uma dúzia de identidades, desde a "cantora periquita" que emergiu de Neighbours para marcar seu primeiro single de sucesso com uma regravação do clássico de Little Eva "Locomotion" em 1987, à ingênua dos anos 1960 em seu álbum mais recente, Body Language, de 2003". Em 2020, Sal Cinquemani, da Slant Magazine, classificou Body Language como o segundo melhor álbum da carreira de Minogue. Ele elogiou a artista por explorar novos gêneros e apresentar um álbum "suave, elegante e discreto", que ele descreveu como uma "anomalia" em sua discografia.

## Lista de faixas
| Edição padrão  |                          | |                                  |         |  |
| N.º            | Título                   | Compositor(es) | Produtor(es)                     | Duração |  |
| 1.             | "Slow"                   | Kylie Minogue Dan Carey Emilíana Torrini                                                                                             | Sunnyroads                       | 3:15    |  |
| 2.             | "Still Standing"         | Ash Thomas Alexis Strum | Baby Ash                         | 3:40    |  |
| 3.             | "Secret (Take You Home)" | Curtis T. Bedeau Gerard Charles Hugh Clarke Reza Safinia Lisa Greene Paul George Brian P. George Lucien J. George Niomi McLean-Daley | Rez Johnny Douglas ( ad. )       | 3:16    |  |
| 4.             | "Promises"               | Kurtis el Khaleel David Billing | Kurtis Mantronik Douglas ( ad. ) | 3:17    |  |
| 5.             | "Sweet Music"            | Minogue Karen Poole Thomas | Baby Ash                         | 4:11    |  |
| 6.             | "Red Blooded Woman"      | Douglas Poole | Douglas                          | 4:21    |  |
| 7.             | "Chocolate"              | Douglas Poole | Douglas                          | 5:00    |  |
| 8.             | "Obsession"              | Khaleel Billing M. Grey | Mantronik Douglas ( ad. )        | 3:31    |  |
| 9.             | "I Feel for You"         | Liz Winstanley J. Piccioni S. Anselmetti                                                                                             | Electric J                       | 4:19    |  |
| 10.            | "Someday"                | Minogue Torrini Thomas | Baby Ash                         | 4:18    |  |
| 11.            | "Loving Days"            | Minogue Biffco | Stannard Gallagher               | 4:26    |  |
| 12.            | "After Dark"             | Cathy Dennis Chris Braide | Dennis Braide                    | 4:10    |  |
| Duração total: | Duração total:           | Duração total: | Duração total:                   | 47:44   |  |

| Faixa bônus da edição australiana |              |                                                  |              |         |  |
| N.º                               | Título       | Compositor(es)                                   | Produtor(es) | Duração |  |
| 13.                               | "Slo Motion" | Minogue Andrew Frampton Mark Stent Wayne Wilkins | The Auracle  | 4:18    |  |

| Faixas bônus da edição japonesa |                    |                                             |              |         |  |
| N.º                             | Título             | Compositor(es)                              | Produtor(es) | Duração |  |
| 13.                             | "You Make Me Feel" | Minogue TommyD Felix Howard Marius de Vries | TommyD       | 4:19    |  |
| 14.                             | "Slo Motion"       | Minogue Frampton Stent Wilkins              | The Auracle  | 4:18    |  |

| Faixas bônus da edição americana |                                                |                            |              |         |  |
| N.º                              | Título                                         | Compositor(es)             | Produtor(es) | Duração |  |
| 13.                              | "Cruise Control"                               | Minogue Douglas Poole      | Douglas      | 3:55    |  |
| 14.                              | "You Make Me Feel"                             | Minogue D, Howard de Vries | TommyD       | 4:19    |  |
| 15.                              | "Slow" (vídeo musical)                         |                            |              | 4:00    |  |
| 16.                              | "Can't Get You Out of My Head" (vídeo musical) |                            |              | 3:47    |  |

## Créditos
Créditos adaptados do encarte de Body Language:

### Músicos
- Kylie Minogue – vocais principais e de apoio
- Ash Thomas – vocais de apoio (faixa 2)
- Alexis Strum – vocais de apoio (faixa 2)
- Lion – vocais de apoio (faixa 2)
- David Billing – vocais de apoio (faixa 4)
- Miriam Grey – vocais de apoio (faixa 4)
- Johnny Douglas – todos os instrumentos, vocais de apoio (faixas 6, 7)
- Dave Clews – teclados (faixa 6); programação (faixas 6, 7)
- Karen Poole – vocais de apoio (faixas 6, 7)
- A. Guevara – MC (faixa 7)
- Green Gartside – vocais adicionais (faixa 10)
- Richard "Biff" Stannard – teclados, vocais de apoio (faixa 11)
- Julian Gallagher – teclados, programação (faixa 11)
- Dave Morgan – teclados, violão (faixa 11)
- Alvin Sweeney – programação (faixa 11)
- Simon Hale – arranjo de cordas, condução (faixa 11)
- London Session Orchestra – orquestra (faixa 11)
- Gavyn Wright – condutor de orquestra (faixa 11)
- Chris Braide – todos os instrumentos, vocais de apoio (faixa 12)
- Cathy Dennis – todos os instrumentos, vocais de apoio (faixa 12)
- Dave McCracken – programação (faixa 12)

### Técnicos
- Sunnyroads – produção (faixa 1)
- Mr. Dan – mixagem (faixa 1)
- Baby Ash – production (faixas 2, 5, 10); mixagem (faixas 2, 5, 9, 10); produção vocal (faixa 9)
- Rez – produção (faixa 3)
- Dave Clews – Pro Tools (faixas 3, 6, 7); engenharia de vocais (faixas 6, 7)
- Johnny Douglas – produção vocal e adicional (faixas 3, 4, 8); produção, mixagem (faixas 6, 7)
- Steve Fitzmaurice – mixagem (faixas 3, 4, 8)
- Damon Iddins – assistência de mixagem (faixas 3, 4, 8)
- Kurtis Mantronik – produção (faixas 4, 8)
- Electric J – produção (faixa 9)
- Richard "Biff" Stannard – produção (faixa 11)
- Julian Gallagher – produção (faixa 11)
- Alvin Sweeney – gravação, mixagem (faixa 11)
- Niall Alcott – gravação de orquestra (faixa 11)
- Cathy Dennis – produção (faixa 12)
- Danton Supple – engenharia (faixa 12)
- Dylan Gallagher – engenharia de pré-produção (faixa 12)
- Tony Maserati – mixagem (faixa 12)
- Geoff Rice – assistência de engenharia (faixa 12)
- Geoff "Peshy" Pesh – masterização

### Arte da capa
- Tony Hung – direção de arte, design
- Mert and Marcus – fotografia

## Desempenho nas tabelas musicais

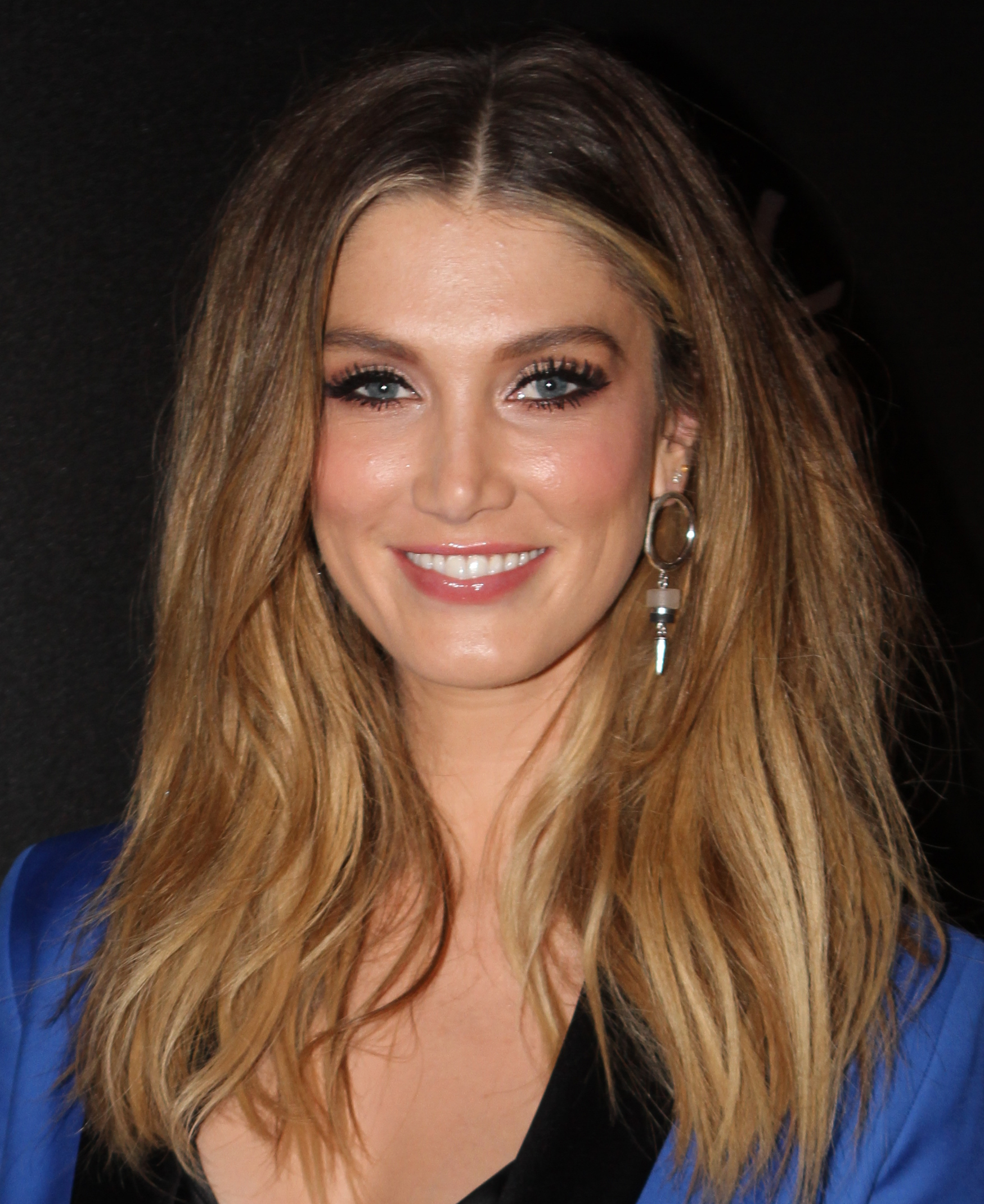
Na Austrália, Body Language foi impedido de alcançar o primeiro lugar por Innocent Eyes, de Delta Goodrem (foto).

Embora não tenha sido um sucesso comercial ao mesmo nível de Fever, Body Language conseguiu obter um bom desempenho em termos gerais. Na Austrália, país natal de Minogue, o trabalho entrou na segunda posição na parada de álbuns, atrás apenas do disco Innocent Eyes, da cantora Delta Goodrem, permanecendo por um total de 18 semanas na tabela. A Australian Recording Industry Association (ARIA) o certificou como platina dupla, denotando a distribuição de 140 mil unidades no país. Na Nova Zelândia, no entanto, não foi capaz de repetir o mesmo sucesso, estreando na 29ª colocação e conquistando um pico de número 23 na semana seguinte, passando por apenas três semanas na tabela nacional. Nos Estados Unidos, Body Language estreou na 42ª posição na tabela musical Billboard 200, com 43.000 unidades vendidas na primeira semana; em sua segunda semana na tabela, as vendas do álbum apresentaram uma queda de 61% em relação à semana anterior. De acordo com a Nielsen SoundScan, Body Language havia vendido 177.000 unidades nos Estados Unidos até março de 2011.
No Reino Unido, Body Language estreou na sexta posição da tabela de álbuns UK Albums Chart, permanecendo entre as dez primeiras colocações por uma semana, e durante duas semanas entre as vinte. No total, o disco permaneceu na parada por um total de 30 semanas não consecutivas, com a última sendo em fevereiro de 2005. Posteriormente, o álbum foi certificado disco de platina pela British Phonographic Industry (BPI) pela distribuição de 300.000 unidades por todo Reino Unido, tendo vendido na região 403.251 unidades até outubro de 2020. Em outros países europeus, a obra conquistou a 23ª posição na Áustria, e recebeu certificado de ouro pela Federação Internacional da Indústria Fonográfica (IFPI) pelas vendas de 7.500 unidades no país. Body Language entrou na oitava posição na Suíça, permanecendo por um total de 17 semanas na parada. Nesta região, a IFPI certificou o álbum como ouro por vendas excedendo 20.000 unidades. Até fevereiro de 2004, a soma das vendas mundiais de Body Language chegava a 1.5 milhão.
| Tabela musical (2003–2004)         | Melhor posição |
| ---------------------------------- | -------------- |
| Alemanha (Media Control Charts)    | 11             |
| Austrália (ARIA Charts)            | 2              |
| Austrália (ARIA Dance Albums)      | 1              |
| Áustria (Ö3 Austria Top 40)        | 23             |
| Bélgica (Ultratop Flandres)        | 10             |
| Bélgica (Ultratop Valônia)         | 33             |
| Canadá (Billboard Canadian Albums) | 38             |
| Dinamarca (Hitlisten)              | 22             |
| Espanha (PROMUSICAE)               | 28             |
| Estados Unidos (Billboard 200)     | 42             |
| Europa (European Top 100 Albums)   | 9              |
| Finlândia (IFPI)                   | 32             |
| França (SNEP)                      | 31             |
| Irlanda (IRMA)                     | 19             |
| Itália (FIMI)                      | 47             |
| Japão (Oricon)                     | 43             |
| Nova Zelândia (RMNZ)               | 23             |
| Noruega (VG-lista)                 | 21             |
| Países Baixos (MegaCharts)         | 19             |
| Polónia (ZPAV)                     | 49             |
| Portugal (AFP)                     | 14             |
| Reino Unido (UK Albums Chart)      | 6              |
| Suécia (Sverigetopplistan)         | 20             |
| Suíça (Schweizer Hitparade)        | 8              |

| Tabela anual (2003)           | Posição |
| ----------------------------- | ------- |
| Austrália (ARIA Charts)       | 54      |
| Austrália (ARIA Dance Albums) | 3       |
| Reino Unido (UK Albums Chart) | 63      |
| Tabela musical (2004)         | Posição |
| Austrália (ARIA Albums)       | 85      |
| Austrália (ARIA Dance Albums) | 6       |
| Reino Unido (UK Albums Chart) | 166     |

| Região                                                                                             | Certificação | Vendas    |
| -------------------------------------------------------------------------------------------------- | ------------ | --------- |
| Austrália (ARIA)                                                                                   | 2× Platina   | 140 000^  |
| Áustria (IFPI Austria)                                                                             | Ouro         | 15 000*   |
| Coreia do Sul                                                                                      |              | 8 749     |
| Estados Unidos                                                                                     |              | 177 000   |
| Reino Unido (BPI)                                                                                  | Platina      | 403 251   |
| Suíça (IFPI Schweiz)                                                                               | Ouro         | 20 000^   |
| Resumos                                                                                            |              |           |
| Mundo                                                                                              | —            | 1 500 000 |
| *números de vendas baseados somente na certificação ^distribuições baseadas apenas na certificação |              |           |

## Histórico de lançamento
| Região         | Data                    | Formato | Gravadora         | Ref.    |
| -------------- | ----------------------- | ------- | ----------------- | ------- |
| Japão          | 10 de novembro de 2003  | CD      | EMI Music Japan   | [ 27 ]  |
| Austrália      | 14 de novembro de 2003  | CD      | Festival Mushroom | [ 28 ]  |
| Alemanha       | 14 de novembro de 2003  | CD      | EMI               | [ 124 ] |
| França         | 17 de novembro de 2003  | CD      | EMI               | [ 125 ] |
| Reino Unido    | 17 de novembro de 2003  | CD      | Parlophone        | [ 12 ]  |
| Estados Unidos | 10 de fevereiro de 2004 | CD      | Capitol           | [ 1 ]   |